# Gabel (Heraldik)

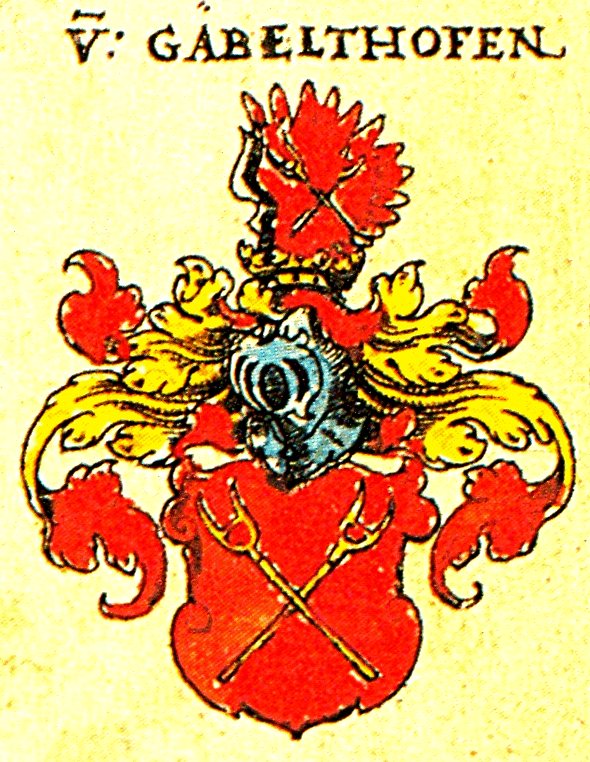
Gabelbeispiel im Stammwappen derer von Gabelkoven aus Siebmachers Wappenbuch 1605 („Ein roter Schildt / die Gabeln darinn gelb“)

Gabeleisen im Wappen des Adelsgeschlechts der Gabelentz

Die Gabel als Wappenfigur ist in der Heraldik die Mist-, Heu- und Grabegabel und als landwirtschaftliches Gerät ein im Wappen gern benutztes Symbol. Trotz unterschiedlicher Verwendung dieser Gabelarten ist die Darstellung als Zinkenblatt mit entsprechender Zinkenanzahl am langen Stiel doch recht einheitlich. Die Farbgebung kann entsprechend der heraldischen Tingierung ohne Einschränkung angewandt werden. Silber und Gold sind hier bevorzugt. Wichtig ist die Angabe der Zinken in der Beschreibung des Wappens, da diese Zahl von zwei bis  „sehr viele“ differiert und ein wichtiges Unterscheidungsmerkmal ist. Oft werden eine Gabel/Forke mit anderen landwirtschaftlichen Geräten in der Art eines Andreaskreuzes dargestellt. Die Wappenfigur wird auch nur mit dem Zinkenblatt gezeigt.
Nach dem Schildhaupt weisende Gabelzinken sind hier üblich. Falls die Richtung zum Schildfuß geht, muss dies in der Wappenbeschreibung erwähnt werden.